# لاجوندا تاراف
أستون مارتن لاجوندا تراف هي سيارة فاخرة كبيرة الحجم،. تم إنتاجها في 2015 و 2016 من قبل شركة صناعة السيارات البريطانية آستون مارتن تحت الاسم التجاري لاجوندا. صُممت السيارة بواسطة ماريك رايكمان، وتعتبر "أرقى السيارات السريعة" من قبل أستون مارتن، تعتمد السيارة على منصة عمودية وأفقية ، والتي تشترك فيها مع دي بي٩ ورابيد . ظهرت السيارة لأول مرة في دبي في عام 2014، وبدأت عملية الإنتاج في العام التالي في المنشأة في جايدون، وارويكشاير. كانت السيارة تباع حصرًا في سوق الشرق الأوسط مع إصدار محدود يبلغ 100 وحدة، ثم قامت أستون مارتن لاحقًا بتوفير السيارة إلى العديد من البلدان الأخرى وصنعت في النهاية 120 وحدة فقط.
تتسارع تاراف من 0 إلى 100 كم/ساعة (0-62 ميلاً في الساعة) خلال 4.4 ثانية وتبلغ سرعتها القصوى 314 كم/ساعة (195 ميلاً في الساعة). وتحتوي السيارة على محرك آستون مارتن سعة 5.9 لتر وناقل حركة أوتوماتيكي بثماني سرعات من إنتاج شركة زد أف فريدريشهافين. عند إطلاقها، كانت سيارة تاراف أغلى سيارة سيدان في العالم، حيث تجاوز سعرها مليون دولار أمريكي. وقد أعرب معظم نقاد السيارات والمراجعين عن تقديرهم لقدرة السيارة على التحكم، لكنهم انتقدوا سعرها الباهظ.

### كتب
- Noakes، Andrew (2019) [2017]. Aston Martin DB: 70 Years. Quarto Publishing Group. ISBN:978-1-7813-1928-4.
- Smale، Glen (2023). Le Mans 100: A Century at the World's Greatest Endurance Race. Motorbooks. ISBN:978-0-7603-7617-1.
- Taylor، James (2016). British Luxury Cars of the 1950s and '60s. دار بلومزبري. ISBN:978-1-7844-2187-8.
- Vale، Matthew (2022). Aston Martin: The Complete Story. Crowood Press. ISBN:978-0-7198-4119-4.

## روابط خارجية
- الموقع الرسمي, أرشيف 2 يوليو 2016